# 문영민 (1950년)
문영민(文永敏, 1950년 12월 26일 ~ )은 대한민국의 제9·10대 서울특별시의원, 제1·2·3·4대 서울특별시 양천구의원이다.

## 학력
- 한국방송통신대학교 행정학과 졸업

### 비학위 수료
- 국민대학교 교육대학원 수료
- ~ 2004 한양대학교 지방자치대학원 지방행정학 석사 졸업

## 경력
- 1991.04 ~ 1995.06 제1대 서울특별시 양천구의회 의원
- 서울특별시 양천구의회 시민보건위원장
- 1995.07 ~ 1998.06 제2대 서울특별시 양천구의회 의원
- 1998.07 ~ 2002.06 제3대 서울특별시 양천구의회 의원
- 1998.07 ~ 2000.07 제3대 서울특별시 양천구의회 전반기 부의장·행정재경위원회 위원
- 2000.07 ~ 2002.06 제3대 서울특별시 양천구의회 후반기 의장
- 2002.07 ~ 2006.06 제4대 서울특별시 양천구의회 의원
- 시민의신문 운영위원
- 양천구 구민고충처리위원회 부위원장
- 양천구 문화원 고문
- 민주당 지방자치위원회 부위원장
- 새정치민주연합 정책조정위원회 부위원장
- ~ 2015.12 새정치민주연합
- 2015.12 ~ 더불어민주당
- 더불어민주당 재해대책특별위원회 부위원장
- 2014.07 ~ 2018.06 제9대 서울특별시의회 의원
- 2014.07 ~ 2016.07 제9대 서울특별시의회 교육위원회 위원
- 2015.04 ~ 2018.06 제9대 서울특별시의회 항공기 소음 특별위원회 위원
- 2015.11 ~ 2016.11 제9대 서울특별시의회 윤리특별위원회 위원
- 2016.07 ~ 2018.03 제9대 서울특별시의회 행정자치위원회 부위원장
- 2016.08 ~ 2017.07 제9대 서울특별시의회 정책위원회 위원
- 2017.09 ~ 2018.06 제9대 서울특별시의회 예산결산특별위원회 부위원장
- 2018.03 ~ 2018.06 제9대 서울특별시의회 행정자치위원회 위원장 직무대리
- 2018.07 ~ 2022.06 제10대 서울특별시의회 서울특별시의회 의원
- 2018.08 ~ 2019.08 제10대 서울특별시의회 윤리특별위원회 위원
- 2018.07 ~ 2022.06 제10대 서울특별시의회 행정자치위원회 위원장
- 2018.12 ~ 2022.06 제10대 서울특별시의회 서부지역 광역철도 건설 특별위원회 위원
- 2018.12 ~ 2022.06 제10대 서울특별시의회 항공기 소음특별위원회 위원

## 수상
- 1997 대통령상
- 1997 대한민국 의정대상 의정활동부문
- 2000 보건복지부장관상
- 2017 우수의정 대상

## 서적
- 2010 맞잡은 손에 흐르는 희망

## 역대 선거 결과
|  | 26.4% |

|  | 61.04% |

|  | 54.85% |

|  | 50.33% |

|  | 0% |

|  | 8.66% |

|  | 46.30% |

|  | 56.02% |